# Кучас, Антанас
Анта́нас Ку́час (лит. Antanas Kučas; 24 января 1909, деревня Дейкишкяй, ныне Биржайский район — 10 января 1989, Вильнюс) — литовский художник-график; заслуженный деятель искусств (1959), народный художник Литовской ССР (1969), лауреат Государственной премии Литовской ССР (1977).

## Биография
В 1935 году окончил Каунасскую художественную школу. В 1936—1944 годах преподавал в школах в Таураге, Кайшядорисе, Каунасе. В 1944—1951 годах преподавал в Каунасском институте прикладного и декоративного искусства. С 1951 года преподавал в Художественном институте Литовской ССР; профессор (1970).
С 1935 года участвовал в выставках. Персональные выставки проходили в Вильнюсе (1959, 1969, 1979), Каунасе (1959), Минске (1959), Праге (1973).

## Творчество
Работал чаще всего в техниках ксилографии, линогравюры, офорта. Создавал иллюстрации к литературным произведениям, циклы эстампов «Литовская деревня» (1949—1969), «Вильнюсу 650» (1973); занимался также оформлением книг, плакатами, экслибрисами.
Для иллюстраций Кучаса характерны декоративность, лаконизм, включение своеобразного шрифта. В числе иллюстрированных произведений — книги «Бричка» Антанаса Крикщюкайтиса (Айшбе; 1947), «Сборник литовских народных песен» Балиса Сруоги, «В тени алтарей» Винцаса Миколайтиса-Путинаса (1954), «Басни» Симонаса Станявичюса (1959), «Сноха» Жемайте (1964), её же «Пятрас Курмялис» (1976), «Закат солнца в Никской волости» Пятраса Цвирки (1967), «Бабушкины беды» Винцаса Креве (1969) и другие.